# Ilia Bryzgalov
Ilia Nikolaïevitch Bryzgalov - en russe : Илья Николаевич Брызгалов (Il’â Nikolaevič Bryzgalov), et en anglais : Ilya Bryzgalov - (né le 22 juin 1980 à Togliatti, Union soviétique, aujourd'hui Russie) est un joueur professionnel russe de hockey sur glace évoluant au poste de gardien de but.

## Biographie

### Carrière de joueur

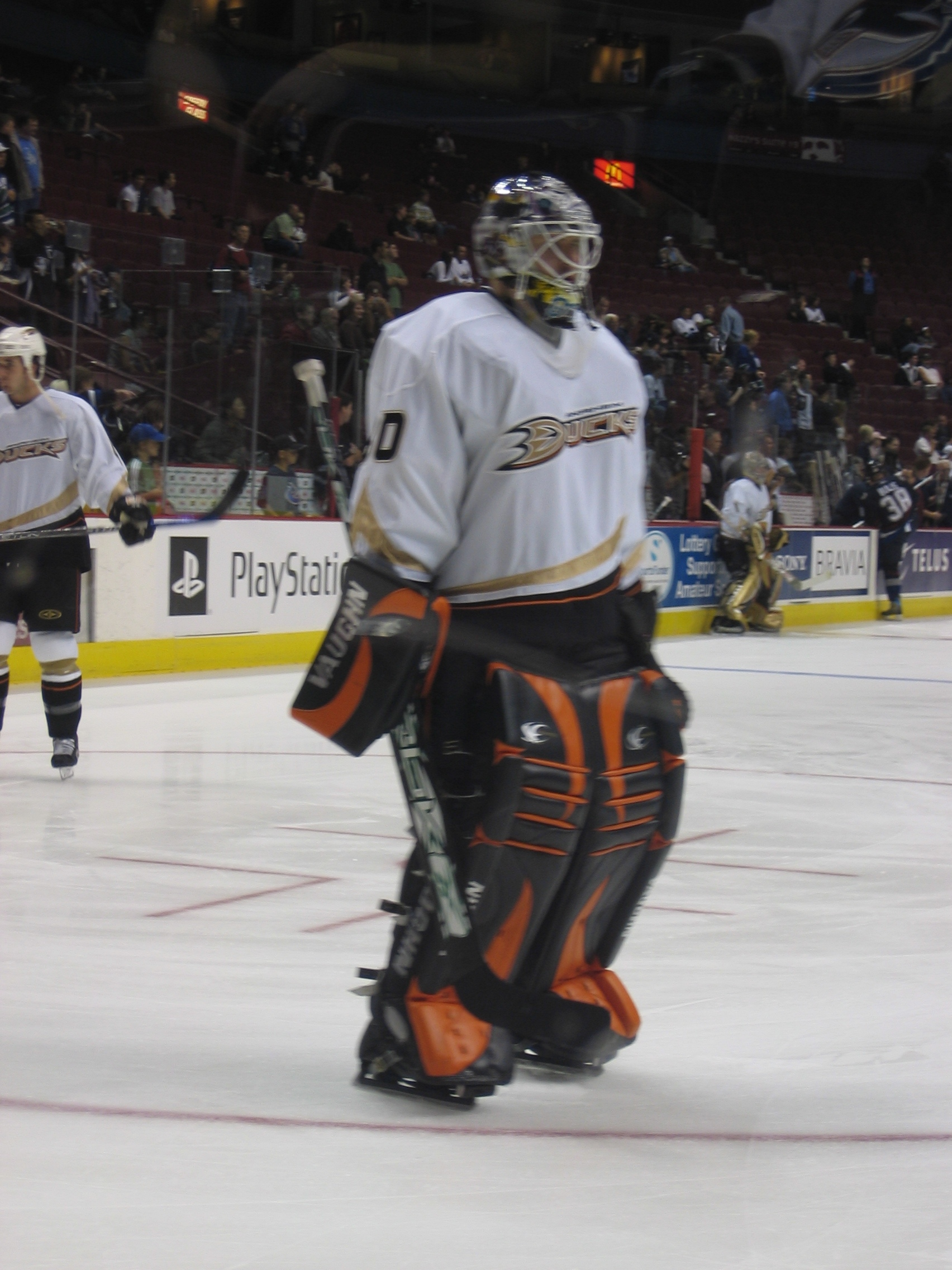
Ilya Bryzgalov avant un match des Ducks d'Anaheim en 2006

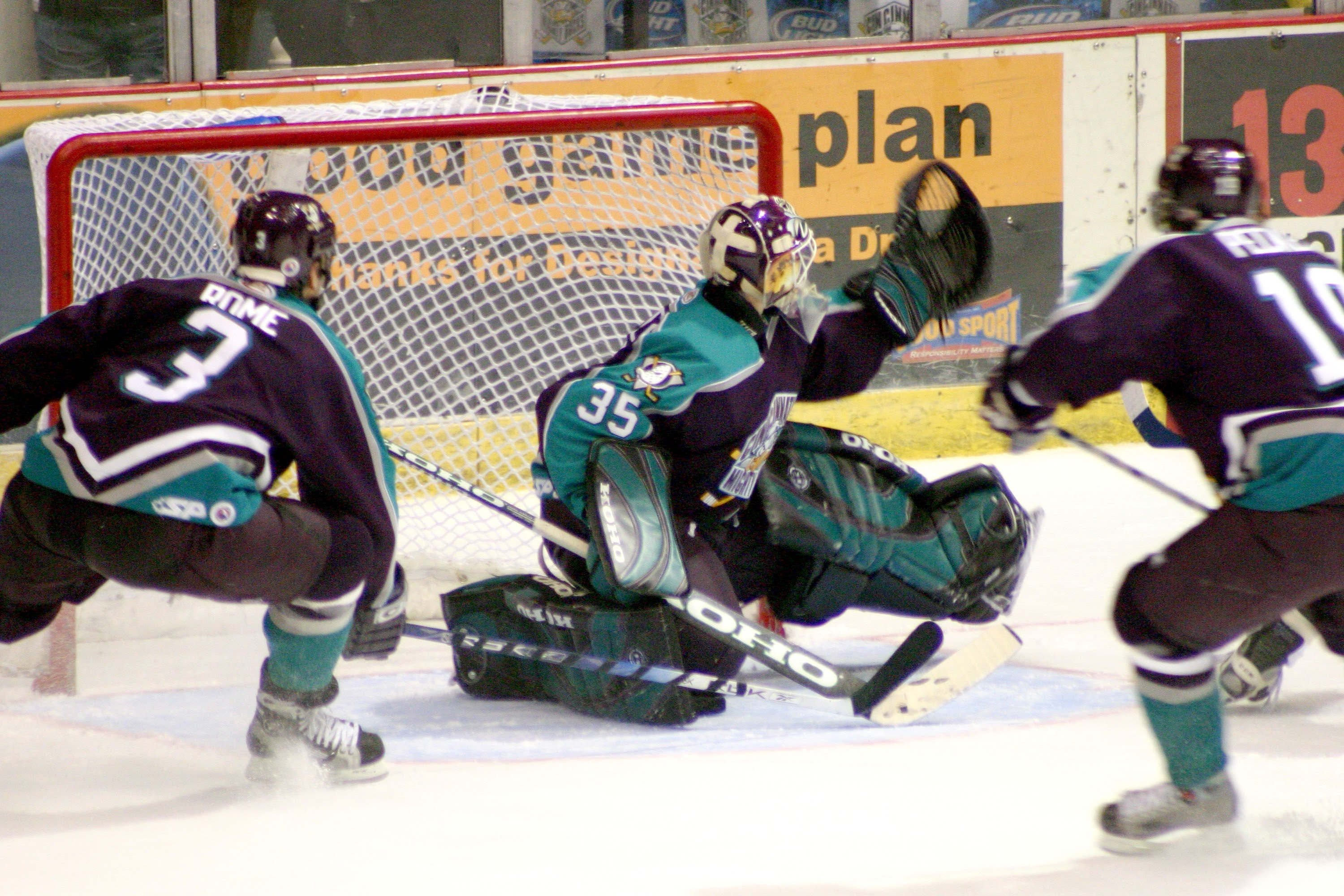
Ilia Bryzgalov lors d'un match des Mighty Ducks de Cincinnati en 2004

Ilia commence sa carrière professionnelle dans le championnat de Russie de hockey sur glace en 1999.
À ses débuts, il est « prêté » à l'équipe de réserve du Lada Togliatti, ce qui est fréquent pour les joueurs débutants en Russie, puis intègre le HC Spartak Moscou pour la saison 1999-2000. Cependant, son objectif principal est d'évoluer au sein de l'équipe première du Lada Togliatti. 
Bryzgalov joue deux saisons au Lada Togliatti, puis décide d'annuler son contrat en raison de plusieurs conflits avec l'entraîneur. Il a été choisi au cours du repêchage d'entrée dans la LNH 2000, en 44e rang au total (2e tour), par l'équipe des Mighty Ducks d'Anaheim. Plusieurs équipes russes tentent de l'engager après son départ, mais il décide de tenter sa chance en Amérique du Nord.
En Amérique du Nord, Bryzgalov évolue principalement au sein des Mighty Ducks de Cincinnati, de la Ligue américaine de hockey (LAH), bien qu'il ait joué quelque temps pour les Mighty Ducks.
Longtemps considéré comme le futur gardien des Ducks d'Anaheim, l'avenir d'Ilia a été compromis par les performances exceptionnelles du gardien de but Jean-Sébastien Giguère durant les séries éliminatoires de 2003. En effet, ce dernier a permis à son équipe de parvenir à la finale de la Coupe Stanley, où elle a dû s'incliner au bout de sept matchs face aux Devils du New Jersey. Giguère a également remporté le trophée Conn-Smythe des séries éliminatoires.
Par conséquent, l'équipe a préféré laisser Bryzgalov à Cincinnati, afin qu'il puisse mieux s'adapter au hockey nord-américain et être mieux préparé au niveau de la LNH.
Il a remporté la Coupe Stanley avec l'équipe 2006-2007 des Ducks contre les Sénateurs d'Ottawa en cinq matchs.
Le 16 novembre 2007, les Coyotes de Phoenix le réclament au ballotage et il devient rapidement le gardien numéro un de l'équipe. Durant la saison 2009-2010, il maintient une fiche de 42-20-6, un pourcentage d'arrêts à 92 %, une moyenne de 2,29 buts alloués par match et 8 blanchissages, et est nommé parmi les finalistes du trophée Vézina, remis au meilleur gardien de but de la ligue. Cet honneur sera toutefois décerné à Ryan Miller des Sabres de Buffalo.
Le 7 juin 2011, les Coyotes cèdent ses droits de négociations aux Flyers de Philadelphie en retour d'un choix de troisième tour au repêchage de 2012, des compensations futures et l'attaquant Matt Clackson. Ainsi, le 23 juin, il signe un contrat de 9 ans pour 51 millions de dollars avec les Flyers.
Le 25 juin 2013, les Flyers de Philadelphie rachètent son contrat auquel il restait sept saisons. Le 3 octobre, il signe un essai professionnel avec les Wranglers de Las Vegas, dans l'ECHL, mais il est libéré de l'équipe peu après. Le 8 novembre, il parvient à s'entendre avec les Oilers d'Edmonton. Il joue 20 parties avec l'équipe avant d'être échangé le 4 mars 2014 contre un choix de repêchage au Wild du Minnesota, qui est privé de ses deux gardiens Niklas Bäckström et Josh Harding à cause des blessures.

### Carrière internationale
Membre de l'équipe de Russie de hockey sur glace lors des Jeux olympiques d'hiver de 2002, il a remporté avec elle une médaille de bronze. Bryzgalov s'est également illustré en 2004 lors de la coupe du monde de hockey, en jouant 240 minutes, enregistrant une moyenne de 2,33 buts en trois matchs. Il remporte la médaille d'or au championnat du monde en 2009.

## Trophées et honneurs personnels
- Jeux olympiques d'hiver de 2002
  -  Médaille de bronze

- Ligue nationale de hockey
  - 2010 : nommé dans la seconde équipe d'étoiles.

## Statistiques

### En club
| Saison     | Équipe                     | Ligue         |     | Saison régulière | Saison régulière | Saison régulière | Saison régulière | Saison régulière | Saison régulière | Saison régulière | Saison régulière | Saison régulière | Saison régulière |    | Séries éliminatoires | Séries éliminatoires | Séries éliminatoires | Séries éliminatoires | Séries éliminatoires | Séries éliminatoires | Séries éliminatoires | Séries éliminatoires | Séries éliminatoires |
| Saison     | Équipe                     | Ligue         | PJ  | V                | D                | Pr/N             | Min              | BC               | Moy              | % Arr            | Bl               | Pun              | PJ               | V  | D                    | Min                  | BC                   | Moy                  | % Arr                | Bl                   | Pun                  |                      |                      |
| 1999-2000  | HK Spartak Moscou          | Vyschaïa Liga | 10  |                  |                  |                  | 500              | 21               | 2,52             |                  | 0                |                  | -                | -  | -                    | -                    | -                    | -                    | -                    | -                    |                      |                      |                      |
| 1999-2000  | Lada Togliatti             | Superliga     | 14  |                  |                  |                  | 796              | 18               | 1,36             | 93,0             | 3                |                  | 7                |    |                      | 407                  | 10                   | 1,47                 |                      | 1                    |                      |                      |                      |
| 2000-2001  | Lada Togliatti             | Superliga     | 34  |                  |                  |                  | 1 992            | 61               | 1,84             | 91,2             | 8                |                  | 5                |    |                      | 249                  | 8                    | 1,93                 |                      | 0                    |                      |                      |                      |
| 2001-2002  | Mighty Ducks de Cincinnati | LAH           | 45  | 20               | 16               | 4                | 2 399            | 99               | 2,48             | 91,6             | 4                |                  | -                | -  | -                    | -                    | -                    | -                    | -                    | -                    |                      |                      |                      |
| 2001-2002  | Mighty Ducks d'Anaheim     | LNH           | 1   | 0                | 0                | 0                | 32               | 1                | 1,88             | 91,7             | 0                |                  | -                | -  | -                    | -                    | -                    | -                    | -                    | -                    |                      |                      |                      |
| 2002-2003  | Mighty Ducks de Cincinnati | LAH           | 54  | 12               | 26               | 9                | 3 020            | 142              | 2,82             | 91,0             | 1                |                  | -                | -  | -                    | -                    | -                    | -                    | -                    | -                    |                      |                      |                      |
| 2003-2004  | Mighty Ducks de Cincinnati | LAH           | 64  | 27               | 25               | 10               | 3 748            | 145              | 2,32             | 91,9             | 6                |                  | 9                | 5  | 4                    | 536                  | 27                   | 3,02                 | 90,9                 | 1                    |                      |                      |                      |
| 2003-2004  | Mighty Ducks d'Anaheim     | LNH           | 1   | 1                | 0                | 0                | 60               | 2                | 2,00             | 92,9             | 0                |                  | 7                | 3  | 3                    | 314                  | 13                   | 2,48                 | 90,4                 | 0                    |                      |                      |                      |
| 2004-2005  | Mighty Ducks de Cincinnati | LAH           | 36  | 17               | 13               | 1                | 2 007            | 87               | 2,60             | 90,2             | 4                |                  | -                | -  | -                    | -                    | -                    | -                    | -                    | -                    |                      |                      |                      |
| 2005-2006  | Mighty Ducks d'Anaheim     | LNH           | 31  | 13               | 12               | 1                | 1 575            | 66               | 2,51             | 91,0             | 1                |                  | 11               | 6  | 4                    | 659                  | 16                   | 1,46                 | 94,4                 | 3                    |                      |                      |                      |
| 2006-2007  | Ducks d'Anaheim            | LNH           | 27  | 10               | 8                | 6                | 1 509            | 62               | 2,47             | 90,7             | 1                |                  | 5                | 3  | 1                    | 267                  | 10                   | 2,25                 | 92,2                 | 0                    |                      |                      |                      |
| 2007-2008  | Ducks d'Anaheim            | LNH           | 9   | 2                | 3                | 1                | 447              | 19               | 2,55             | 90,9             | 0                |                  | -                | -  | -                    | -                    | -                    | -                    | -                    | -                    |                      |                      |                      |
| 2007-2008  | Coyotes de Phoenix         | LNH           | 55  | 26               | 22               | 5                | 3 167            | 128              | 2,43             | 92,1             | 3                |                  | -                | -  | -                    | -                    | -                    | -                    | -                    | -                    |                      |                      |                      |
| 2008-2009  | Coyotes de Phoenix         | LNH           | 65  | 26               | 31               | 6                | 3 760            | 187              | 2,98             | 90,6             | 3                |                  | -                | -  | -                    | -                    | -                    | -                    | -                    | -                    |                      |                      |                      |
| 2009-2010  | Coyotes de Phoenix         | LNH           | 69  | 42               | 20               | 6                | 4 084            | 156              | 2,29             | 92,0             | 8                |                  | 7                | 3  | 4                    | 419                  | 24                   | 3,44                 | 90,6                 | 0                    |                      |                      |                      |
| 2010-2011  | Coyotes de Phoenix         | LNH           | 68  | 36               | 20               | 10               | 4 060            | 168              | 2,48             | 92,1             | 7                |                  | 4                | 0  | 4                    | 234                  | 17                   | 4,36                 | 87,9                 | 0                    |                      |                      |                      |
| 2011-2012  | Flyers de Philadelphie     | LNH           | 59  | 33               | 16               | 7                | 3 415            | 141              | 2,48             | 90,9             | 6                |                  | 11               | 5  | 6                    | 642                  | 37                   | 3,46                 | 88,7                 | 0                    |                      |                      |                      |
| 2012-2013  | HK CSKA Moscou             | KHL           | 12  | 6                | 5                | 0                | 647              | 23               | 2,13             | 91,3             | 0                |                  | -                | -  | -                    | -                    | -                    | -                    | -                    | -                    |                      |                      |                      |
| 2012-2013  | Flyers de Philadelphie     | LNH           | 40  | 19               | 17               | 3                | 2 298            | 107              | 2,79             | 90,0             | 1                |                  | -                | -  | -                    | -                    | -                    | -                    | -                    | -                    |                      |                      |                      |
| 2013-2014  | Barons d'Oklahoma City     | LAH           | 2   | 1                | 1                | 0                | 119              | 6                | 3,03             | 88,0             | 0                |                  | -                | -  | -                    | -                    | -                    | -                    | -                    | -                    |                      |                      |                      |
| 2013-2014  | Oilers d'Edmonton          | LNH           | 20  | 5                | 8                | 5                | 1 135            | 57               | 3,01             | 90,8             | 1                |                  | -                | -  | -                    | -                    | -                    | -                    | -                    | -                    |                      |                      |                      |
| 2013-2014  | Wild du Minnesota          | LNH           | 12  | 7                | 1                | 3                | 679              | 24               | 2,12             | 91,1             | 3                |                  | 9                | 3  | 6                    | 479                  | 21                   | 2,63                 | 88,5                 | 1                    |                      |                      |                      |
| 2014-2015  | Admirals de Norfolk        | LAH           | 2   | 1                | 1                | 0                | 119              | 5                | 2,53             | 91,5             | 0                |                  | -                | -  | -                    | -                    | -                    | -                    | -                    | -                    |                      |                      |                      |
| 2014-2015  | Ducks d'Anaheim            | LNH           | 8   | 1                | 4                | 1                | 329              | 23               | 4,19             | 84,7             | 0                |                  | -                | -  | -                    | -                    | -                    | -                    | -                    | -                    |                      |                      |                      |
| Totaux LNH | Totaux LNH                 | Totaux LNH    | 465 | 221              | 162              | 54               | 26 551           | 1 141            | 2,58             | 91,2             | 34               |                  | 47               | 20 | 25                   | 2 700                | 125                  | 2,78                 | 90,5                 | 4                    |                      |                      |                      |